# Margot Wölk
Margot Wölk (27 december 1917 - april 2014), is een Duits voormalig secretaresse. Zij was een van de vijftien jonge vrouwen die in 1942 geselecteerd werden om gedurende ongeveer twee en een half jaar in de Wolfsschanze in Oost-Pruisen het eten te proeven van de Duitse leider Adolf Hitler, om zo te bevestigen dat het voedsel geen giftige stoffen bevatte. Wölk was de enige van de vijftien die de Tweede Wereldoorlog overleefde, en haar achtergrond als Hitlers voedselproever werd niet bekendgemaakt tot een interview in een krant op haar 95e verjaardag in december 2012.